# Nikołaj Diemientjew
Nikołaj Timofiejewicz Diemientjew, ros. Николай Тимофеевич Дементьев (ur. 14 lipca?/27 lipca 1915 w Piotrogrodzie; zm. 5 czerwca 1994 w Moskwie) – rosyjski piłkarz, grający na pozycji napastnika, reprezentant ZSRR, trener piłkarski.

## Kariera piłkarska

### Kariera klubowa
W 1929 rozpoczął karierę piłkarską w drużynie zakładowej Fabryki im.S.Chałturina w Leningradzie. Potem występował w leningradzkich klubach Dinamo, Spartak i DKA. W 1940 przeszedł do Dinama Moskwa. Po zakończeniu Wielkiej Wojny Ojczyźnianej w 1946 został piłkarzem Spartaka Leningrad. W 1954 zakończył karierę piłkarską.

### Kariera reprezentacyjna
24 maja 1952 debiutował w reprezentacji ZSRR w nieoficjalnym meczu z Węgrami (1:1). Łącznie rozegrał 8 meczów nieoficjalnych.

## Kariera trenerska
W 1956 rozpoczął pracę trenerską. Najpierw pracował z młodzieżą w FSzM Moskwa. Od 1959 pomagał trenować Spartak Moskwa. W latach 1965-1966 prowadził Karpaty Lwów. Potem ponownie pomagał trenować Spartak Moskwa i Karpaty Lwów. W latach 1967-1968 prowadził Szynnik Jarosławl. Od 1969 do 1983 trenował moskiewskie kluby Trudowyje Riezierwy Moskwa, Iskra Moskwa oraz Miasokombinat Moskwa. Zmarł 5 czerwca 1994 w Moskwie. Pochowany na Cmentarzu Wagańkowskim w Moskwie.

## Sukcesy i odznaczenia

### Sukcesy klubowe
- mistrz ZSRR: 1940, 1945, 1952, 1953
- zdobywca Pucharu ZSRR: 1946, 1947, 1950

### Sukcesy indywidualne
- wybrany do listy 33 najlepszych piłkarzy ZSRR: Nr 1 (1938, 1950), Nr 2 (1949), Nr 3 (1948)
- członek Klubu Grigorija Fiedotowa: 115 goli

### Odznaczenia
- tytuł Mistrza Sportu ZSRR
- tytuł Zasłużonego Mistrza Sportu ZSRR: 1947
- Order Czerwonego Sztandaru